# Steven Caulker
Steven Roy Caulker (Feltham, 29 de dezembro de 1991) é um treinador e futebolista inglês, naturalizado serra-leonês que atua como zagueiro. Atualmente defende o Stjarnan.

## Carreira
Revelado pelo Tottenham, iniciou a carreira profissional em 2009. Para ganhar experiência, foi emprestado a Yeovil Town, Bristol City e Swansea City. Teve ainda uma passagem pelo Cardiff City antes de assinar com o Queens Park Rangers em 2014. Em julho de 2015, foi emprestado ao Southampton, mas jogou apenas 3 partidas. O empréstimo foi cancelado e o QPR cedeu o zagueiro novamente, desta vez ao Liverpool, até o encerramento da temporada.
Pela Seleção Inglesa, Caulker jogou apenas uma partida em 2012, mesmo ano em que disputou as Olimpíadas de Londres pela Seleção Britânica, pela qual atuou em 2 jogos.
Recentemente se naturalizou pela seleção de Serra Seleção Serra-Leonesa de Futebol